# Ортая
Ортая або Ортаїа (д/н — після 537) — володар берберської держави Ходни.

## Життєпис
Про попередників нічого невідомо. Володів частиною Мавретанії Сітіфенською між горами Заб і Ходна. Відомо, що замолоду воювавпроти Королівства вандалів і аланів. Його ворогом також був Ябда, царем Авреса. Підтримав візантійців у кампанії 533—534 років, під час якої було знищено державу вандалів. У 535 році допомагав візантійцям увійніз Ябдою, що діяв в Нумідії та Бізацені.
Але у 536 році зайняв вичікувальну позицію, оскільки не отримав субсідій відповідно до статусу федерата. Невдовзі приєднався до повстання візантійського війська на чолі із Стотзею проти преторіанського префекта Соломона. При цьому на деякий час замирився з царем Ябдою. Втім у 537 році новий військовий очільник Герман перетягнув Ортаю на свій бік. Наслідком цього була поразка Стотзи при Целлас Ватарі. Подальша доля Ортаї невідома.